# L'Enfance de l'art
L'Enfance de l'art è un film francese del 1988 diretto da Francis Girod.

## Distribuzione
Ha partecipato in concorso al 41º Festival di Cannes.
Per la sua interpretazione Clotilde de Bayser è stata nominata al Premio César per la migliore promessa femminile nel 1989.